# Aibert
Aibert (ook: Aybert, Aibertus of Aybertus) (Espain, omstreeks 1060 - Crespin, 7 april 1140) was een benedictijns monnik en kluizenaar. Hij wordt vereerd als heilige omwille van zijn leven in gebed en de aanbidding van de rozenkrans.
Aibert was afkomstig van Espain in Henegouwen, thans behorend tot de Belgische gemeente Brunehaut. Al in zijn jeugdjaren werd Aibert aangetrokken door de afzondering en het gebed. Hij bad dikwijls gedurende de nacht en verborg zich regelmatig om zich te kunnen overgeven aan zijn emoties. Nadat hij het verhaal hoorde over het kluizenaarsleven van Sint-Theobaldus besloot Aibert om eveneens een kluizenaarsleven te gaan leiden. Hij maakte kennis met Johannes, een geestelijke uit de abdij van Crespin, die met de toestemming van de abt in een kluizenaarscel leefde in de buurt van de abdij. Ze brachten er een tijd samen door in gebed; regelmatig werd een periode van vasten ingelast.
Na een bedevaartstocht naar Rome die plaatsvond omstreeks 1095 trok Aibert naar de abdij van Crespin en werd er monnik. Hij werd er benoemd tot proost en stond er in voor de materiële zorg van de abdijgemeenschap. Na ruim 23 jaar in de abdij te hebben geleefd, kreeg Aibert omstreeks 1118 de toestemming om zijn kluizenaarsleven te hernemen in zijn vroegere kluizenaarscel. Aibert kwam in de belangstelling van Burchard, de bisschop van Kamerijk, die hem tot priester wijdde. Tot aan zijn dood droeg Aibert er tweemaal per dag de mis op, een voor de levenden en een voor de gestorvenen. Aibert werd de biechtvader voor de velen die hem kwamen opzoeken.
Nadat Aibert eerst was begraven in zijn kluizenaarswoning, werd hij later overgebracht naar de abdij van Crespin.
Het leven van Aibert werd beschreven door Robert, de aartsdiaken van Oosterbant, die hem goed kende. De beschrijving werd in de middeleeuwen gepubliceerd en opgenomen in de verzameling levensbeschrijvingen van de bollandisten.
Aibert wordt op 7 april gevierd. De Noord-Franse gemeente Saint-Aybert is naar hem vernoemd. Verder is de parochie Bléharies, waartoe zijn geboortedorp Espain behoorde, aan hem toegewijd.